# Piekielna Przełęcz
Piekielna Przełęcz (niem. Höllenbergpass, 505 m n.p.m.) – przełęcz w południowo-zachodniej Polsce, na krawędzi dolnego piętra Gór Stołowych w Sudetach Środkowych, nad Polanicą-Zdrojem, pomiędzy Szczytnikiem a Piekielną Górą. Zachodnią stroną przełęczy biegnie granica gmin Szczytna i Polanica-Zdrój.
Na przełęczy znajduje się duża drewniana wiata odpoczynkowa, ławki i tablice edukacyjne, wykonane przez Nadleśnictwo Zdroje.
Dojście z Polanicy-Zdroju  żółtym szlakiem zajmuje 50 minut, a  zielonym 1,5 godz. Przez przełęcz prowadzą też szlaki lokalne: Leśny Szlak Wspinaczkowy, Pętla Polanicka (rowerowa), Szlak Serduszkowy (Miejska Trasa Turystyczna).